# Тања Царовска
Тања Царовска (Битољ, 19. март 1980) македонска је пјевачица. 
Пјева заједно са Џошем Гробан у пјесми „Сети се мене“ (Remember Me), пјесми која је дио филма Троја. Номинована је за "Најбољу оригиналну пјесму за филм" 2004. године, заједно са Џејмсом Хорнером (музика), Синтијом Вејл (стихови) и Џошем Гробаном (извођач). Она је главни вокал музике за филм Суђење Христу. 
Царовска живи и ради на релацији Скопље и Лондон. 